# Lombard. Życie pod zastaw
Lombard. Życie pod zastaw (dt. Pfandleihhaus. Verpfändetes Leben) ist eine polnische Dokuserie, die seit 2017 produziert wird und auf TV Puls und Puls 2 ausgestrahlt wird. Die Serie spielt in Breslau, im Pfandleihhaus von Kazimierz (Zbigniew Buczkowski). Die Serie wurde 2018 und 2019 mit der Telekamera ausgezeichnet, in der Kategorie Beste Dokuserie Polens.

## Besetzung

### Hauptpersonen
| Schauspieler         | Rolle                | Seit |
| -------------------- | -------------------- | ---- |
| Zbigniew Buczkowski  | Kazimierz Barski     | 2017 |
| Małgorzata Szeptycka | Beata Barska         | 2017 |
| Agata Szafrańska     | Marta Barska         | 2017 |
| Mateusz Murański     | Adrian "Adek" Barski | 2017 |
| Arkadiusz Tańcula    | Ryży                 | 2017 |
| Justyna Woźniak      | Justyna              | 2018 |
| Paulina Mikuśkiewicz | Lidia                | 2019 |
| Marcin Borchardt     | Roman                | 2018 |

### Gastpersonen
| Schauspieler    | Rolle | Wann?     | (Episode) |
| --------------- | ----- | --------- | --------- |
| Marta Karmowska | Alina | 2017–2018 | 2017–2018 |
| Krzysztof Hanke | Zefel | 2019      | 161       |

## Staffelübersicht
| Nr. | Jahreszeit    | Episoden | Premiere          | Finale           | Wann?                 |
| --- | ------------- | -------- | ----------------- | ---------------- | --------------------- |
| 1   | Herbst 2017   | 39       | 4. September 2017 | 26. Oktober 2017 | Montag–Freitag, 18:40 |
| 2   | Frühling 2018 | 52       | 26. Februar 2018  | 8. Mai 2018      | Montag–Freitag, 19:00 |
| 3   | Herbst 2018   | 55       | 27. August 2018   | 9. November 2018 | Montag–Freitag, 19:00 |
| 4   | Frühling 2019 | 50       | 25. Februar 2019  | 3. Mai 2019      | Montag–Freitag, 19:00 |
| 5   | Herbst 2019   | 60       | September 2019    |                  | Montag–Freitag, 19:00 |